# ريتبرغ
ريتبرغ (بالألمانية: Rietberg) هي بلدة ألمانية تقع في ألمانيا في غوترسلوه. يقدر عدد سكانها بـ 28,870 نسمة .

## أعلام
- أنا-ماريا زيمارمان
- أوفه هونميير
- كيتي ماريون